# Krásné (Hraběšice)
Krásné (německy Schönthal) je osada a základní sídelní jednotka obce Hraběšice v okrese Šumperk. Nachází se v katastrálním území Krásné u Šumperka, asi 6 km východně od Šumperka. V roce 2011 zde žilo 23 obyvatel v osmi domech.
Osada byla založena v roce 1690 pod názvem Šentál (z německého Schönthal, což znamená krásné údolí). Podle osady byla pojmenována vodní nádrž Krásné. Protéká tudy bezejmenný potok, který se vlévá do Hraběšického potoka (pravostranný přítok řeky Desné). Nachází se zde kaple Panny Marie a kamenolom. Prochází tudy silnice III/44638.
| Rok            | 1869 | 1880 | 1890 | 1900 | 1910 | 1921 | 1930 | 1950 | 1961 | 1970 | 1980 | 1991 | 2001 | 2011 |
| -------------- | ---- | ---- | ---- | ---- | ---- | ---- | ---- | ---- | ---- | ---- | ---- | ---- | ---- | ---- |
| Počet obyvatel | 236  | 261  | 236  | 230  | 200  | 184  | 169  | 87   | 113  | 53   | 31   | 12   | 17   | 23   |
| Počet domů     | 34   | 36   | 52   | 50   | 50   | 46   | 44   | 23   | –    | 14   | 10   | 13   | 8    | 8    |